# Dodo-Iczotuj
Dodo-Iczotuj (ros. Додо-Ичётуй) – wieś (ułus) w Rosji, w Buriacji, w rejonie dżydińskim. W 2010 liczyła 387 mieszkańców.